# Bistum Lipari

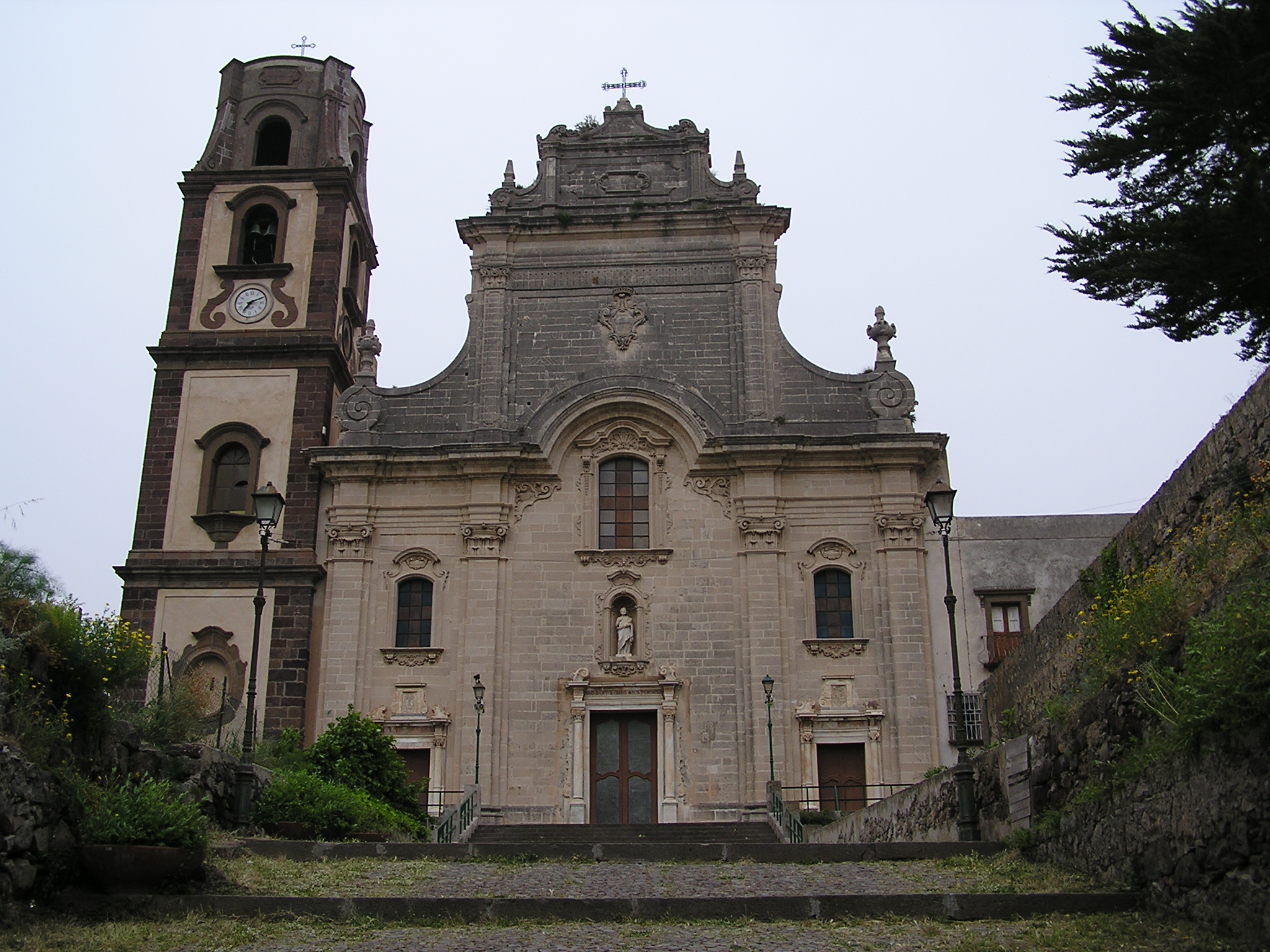
San Bartolomeo in Lipari

Das Bistum Lipari ist ein ehemaliges Bistum der römisch-katholischen Kirche. Es erstreckte sich über das Gebiet der Liparischen Inseln.

## Geschichte

### Mittelalter
Das Bistum Lipari geht auf das 6. Jahrhundert zurück. Die Namen einiger Bischöfe sind durch ihre Teilnahme an Synoden und Konzilien überliefert. Ein Bischof von Lipari namens Basilius zählte 787 zu den Teilnehmern des Zweiten Konzils von Nicäa. Die Kirche des Hl. Bartholomäus wurde um 729 vom Hl. Willibald auf seiner langen Pilgerreise besucht. In seinem Bericht, den er Hugeburc von Heidenheim diktiert hat, beschreibt er auch einen Vulkanausbruch.
Nach der arabischen Vorherrschaft wurde das Bistum als Bistum Lipari-Patti wiedererrichtet (dessen Geschichte siehe dort), das 1399 von Papst Bonifaz IX. aufgeteilt wurde. Aus dem Territorium der Liparischen Inseln wurde das Bistum Lipari, aus dem auf der Insel Sizilien gelegenen Territorium das Bistum Patti.

### Neuzeit

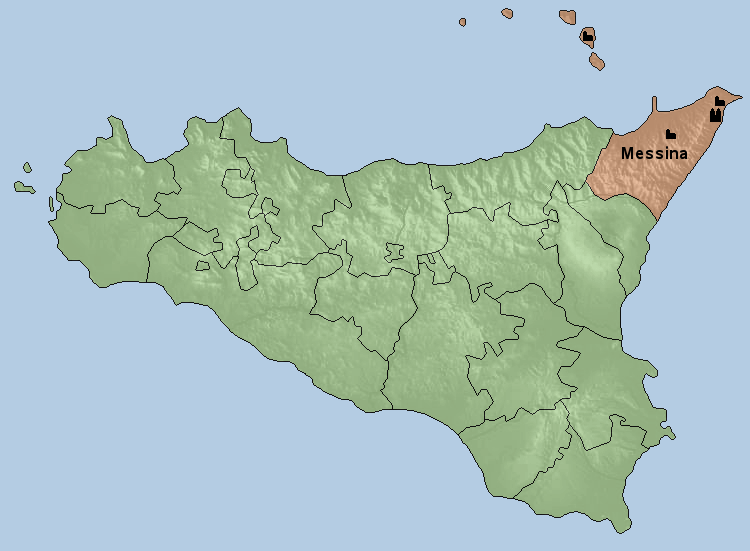
Karte des Erzbistums Messina-Lipari-Santa Lucia del Mela

1627 erhielt Lipari durch Urban VIII. die Romunmittelbarkeit. Aus einem Streit zwischen dem Bischof von Lipari und lokalen Behörden um die Besteuerung des Verkaufs von Agrarprodukten aus Zehnteinnahmen entstand 1711 die Controversia Liparitana, die sich zu einem grundsätzlichen Streit zwischen Staat und Kirche um die Monarchia Sicula auswuchs, die sich auf das Legationsprivileg Urbans II. für Roger I. berief. Dabei ging es u. a. um das Exequatur für kirchliche Akte. Erst 1728 konnte die Kontroverse durch einen für die päpstliche Seite unbefriedigenden Kompromiss zwischen Papst Benedikt XIII. und der damaligen österreichischen Herrschaft in Sizilien beigelegt werden. In der zeitgenössischen Publizistik hatte der Streit lebhafte Beachtung gefunden.
1911 bis 1921 klagte Mons. Angelo Paino, damals Bischof von Lipari, gegen die Gemeinde und beanspruchte die Bimssteinvorkommen und vor allem deren wirtschaftliche Erträge für die Kirche. Im Prozess wurden von beiden Seiten normannische Privilegien als Beweismittel vorgelegt; schließlich fiel die letztinstanzliche Entscheidung auf der Grundlage einer Urkunde Rogers II. von 1134 zugunsten der Gemeindeverwaltung: die umstrittenen Ländereien wurden zu Demanialbesitz erklärt.
Der letzte eigene Bischof war Salvatore Nicolosi, der das Bistum bis 27. Juni 1970 leitete. Am 10. Dezember 1977 wurde Ignazio Cannavò, der Prälat von Santa Lucia del Mela und Erzbischof von Messina, auch zum Bischof von Liparia ernannt.
Am 20. September 1986 wurde das Bistum Lipari gemeinsam mit der Prälatur Santa Lucia del Mela dem Erzbistum Messina eingegliedert, das seitdem Erzbistum Messina-Lipari-Santa Lucia del Mela heißt. Die Kathedrale San Bartolomeo in Lipari ist seitdem Konkathedrale des Erzbistums.

## Einzelnachweis
1. ↑  Englische Übersetzung im Medieval Sourcebook. Huneberc ist allerdings ein Fehler.